# آکمون
آکمون ممکن است به یکی از موارد زیر اشاره داشته باشد:
- آکمون، یکی از نژادهای اسطوره ای داکتیل‌ها.[۱]
- آکمون، یک پادشاه فریگی‌ها که نام خود را به منطقه معروف به آکمونیا داد.[۲]
- آکمون، یک موجود جنگلی بدجنس که در ترموپیل یا در ائوبویا زندگی می‌کرد، اما در دنیا پرسه می‌زد و ممکن بود هر جایی که شرارت در راه باشد، ظاهر شود.[۳]
- آکمون، همراه دیومدس (پسر تودوئوس) در ایتالیا. او را به پرنده تبدیل کردند.[۴]
- آکمون، یکی از تروجان‌های انه‌ایداس، پسر کلیتیوس (پسر آئولوس)، دوست آئنیاس در اسطوره‌شناسی روم. آنها به همراه پدرش، پس از سقوط تروا، آئنیاس را در تبعید او دنبال کردند.[۵]